# (500344) 2012 SZ62
(500344) 2012 SZ62 es un asteroide perteneciente al cinturón de asteroides, descubierto el 5 de noviembre de 2007 por el equipo del Spacewatch desde el Observatorio Nacional de Kitt Peak, Arizona, Estados Unidos.

## Designación y nombre
Designado provisionalmente como 2012 SZ62.

## Características orbitales
2012 SZ62 está situado a una distancia media del Sol de 3,113 ua, pudiendo alejarse hasta 3,665 ua y acercarse hasta 2,561 ua. Su excentricidad es 0,177 y la inclinación orbital 4,153 grados. Emplea 2006,50 días en completar una órbita alrededor del Sol.
Los próximos acercamientos a la órbita de Júpiter se producirán el 13 de junio de 2065, el 8 de agosto de 2075 y el 4 de junio de 2137, entre otros.

## Características físicas
La magnitud absoluta de 2012 SZ62 es 16,8.